# رادوشا، اوب
رادوشا (صربی: Raduša}} یک منطقهٔ مسکونی در صربستان است که در Ub Municipality واقع شده‌است.
 رادوشا ۸٫۰۶ کیلومتر مربع مساحت و ۲۵۱ نفر جمعیت دارد و ۱۸۴ متر بالاتر از سطح دریا واقع شده‌است.